# Championnat d'Allemagne féminin de football 2020-2021
Navigation
Édition précédente Édition suivante
La Frauen-Bundesliga 2020-2021 est la 48e édition du championnat d'Allemagne féminin de football. Le premier niveau du championnat féminin oppose douze clubs allemands en une série de vingt-deux rencontres jouées durant la saison de football. La compétition débute le 4 septembre 2020 et s'achève le 13 juin 2021. Les trois premières places du championnat sont qualificatives pour la Ligue des champions féminine de l'UEFA alors que les deux dernières places sont synonymes de relégation en 2. Frauen-Bundesliga.
Lors de l'exercice précédent, le Werder Brême et le SV Meppen ont gagné le droit d'évoluer dans cette compétition après avoir terminés 1er et 4e de 2. Frauen-Bundesliga (les vice-championnes et troisièmes étant des équipes réserves, elles ne sont pas autorisées à monter en première division).
Le VfL Wolfsbourg et le Bayern Munich, respectivement champion et vice-champion en 2020, sont quant à eux, les représentants allemands en Ligue des champions féminine de l'UEFA 2020-2021.

## Participants
| \| Bayern Munich Francfort Wolfsburg Potsdam Essen Fribourg Hoffenheim SC Sand Duisbourg Leverkusen Brême Meppen \| Localisation des clubs engagés. |
| Bayern Munich Francfort Wolfsburg Potsdam Essen Fribourg Hoffenheim SC Sand Duisbourg Leverkusen Brême Meppen                                       |

Ce tableau présente les douze équipes qualifiées pour disputer le championnat 2020-2021. On y trouve le nom des clubs, le nom des entraîneurs et leur nationalité, la date de création du club, l'année de la dernière montée au sein de l'élite, leur classement de la saison précédente, le nom des stades ainsi que la capacité de ces derniers.
Légende des couleurs
- Qualifié pour la phase finale de la Ligue des champions 2021-2022.
- Promu de 2. Frauen-Bundesliga.

| Nom du club            | Entraîneur          | DC   | DM   | Cls 2020 | Stade                                                            | Capacité    | Nb T. |
| ---------------------- | ------------------- | ---- | ---- | -------- | ---------------------------------------------------------------- | ----------- | ----- |
| VfL Wolfsburg          | Stephan Lerch       | 1973 | 2006 | 1        | AOK Stadion                                                      | 5 200       | 6     |
| Bayern Munich          | Jens Scheuer        | 1970 | 2000 | 2        | FC Bayern Campus                                                 | 2 500       | 3     |
| TSG 1899 Hoffenheim    | Jürgen Ehrmann      | 2006 | 2013 | 3        | Dietmar Hopp Stadion                                             | 6 350       | /     |
| 1. FFC Turbine Potsdam | Sofian Chahed       | 1971 | 1994 | 4        | Karl-Liebknecht-Stadion                                          | 10 786      | 6     |
| SG Essen-Schönebeck    | Markus Högner       | 2000 | 2004 | 5        | Stadion Essen                                                    | 20 650      | /     |
| Eintracht Francfort    | Niko Arnautis       | 1973 | 1990 | 6        | Stadion am Brentanobad                                           | 5 650       | 7     |
| SC Fribourg            | Daniel Kraus        | 1975 | 2011 | 7        | Möslestadion                                                     | 5 400       | /     |
| SC Sand                | Nora Häuptle        | 1980 | 2014 | 8        | Orsay-Stadion, Willstätt                                         | 2 000       | /     |
| MSV Duisbourg          | Thomas Gerstner     | 2009 | 2016 | 9        | PCC-Stadion                                                      | 3 000       | /     |
| Bayer 04 Leverkusen    | Achim Feifel        | 2008 | 2018 | 10       | Nachwuchsleistungszentrum Kurtekotten / Ulrich-Haberland-Stadion | 1 140 3 200 | /     |
| Werder Brême           | Alexander Kluge     | 2004 | 2020 | 2.FB     | Terrain 11 du Weserstadion                                       | 05 500      | /     |
| SV Meppen              | Wulf-Rüdiger Müller | 2020 | 2020 | 2.FB     | Hänsch-Arena                                                     | 16 500      | /     |

## Compétition

### Classement
Le classement est calculé avec le barème de points suivant : une victoire vaut trois points, le match nul un et la défaite zéro.
Les critères utilisés pour départager en cas d'égalité au classement sont les suivants :
1. différence entre les buts marqués et les buts concédés sur la totalité des matchs joués dans le championnat ;
2. plus grand nombre de buts marqués sur la totalité des matchs joués dans le championnat.

| Rang | Équipe              | Pts | J  | G  | N | P  | Bp | Bc | Diff |
| ---- | ------------------- | --- | -- | -- | - | -- | -- | -- | ---- |
| 1    | Bayern Munich       | 61  | 22 | 20 | 1 | 1  | 82 | 9  | +73  |
| 2    | VfL Wolfsburg T C   | 59  | 22 | 19 | 2 | 1  | 71 | 17 | +54  |
| 3    | TSG Hoffenheim      | 44  | 22 | 14 | 2 | 6  | 54 | 23 | +31  |
| 4    | FFC Turbine Potsdam | 39  | 22 | 12 | 3 | 7  | 41 | 36 | +5   |
| 5    | Bayer 04 Leverkusen | 33  | 22 | 10 | 3 | 9  | 32 | 39 | -7   |
| 6    | Eintracht Francfort | 30  | 22 | 9  | 3 | 10 | 43 | 29 | +14  |
| 7    | SC Fribourg         | 30  | 22 | 9  | 3 | 10 | 30 | 35 | -5   |
| 8    | SG Essen-Schönebeck | 25  | 22 | 7  | 4 | 11 | 30 | 37 | -7   |
| 9    | Werder Brême P      | 19  | 22 | 6  | 1 | 15 | 23 | 67 | -44  |
| 10   | SC Sand             | 18  | 22 | 5  | 3 | 14 | 21 | 53 | -32  |
| 11   | SV Meppen P         | 14  | 22 | 3  | 5 | 14 | 16 | 52 | -36  |
| 12   | MSV Duisbourg       | 7   | 22 | 1  | 4 | 17 | 15 | 61 | -46  |

Qualifications européennes
Ligue des champions 2021-2022
- 1er : phase de groupes
- 2e : deuxième tour de qualification
- 3e : premier tour de qualification

Relégation en 2. Frauen-Bundesliga
- 11e et 12e : relégation

Abréviations
- T : Tenant du titre
- C : Vainqueur de la Coupe d'Allemagne 2020-2021
- P : Promus de 2. Frauen-Bundesliga

### Résultats
| Résultats (▼dom., ►ext.)                                   | ByM | DUI | ESS | FRA | FRI | HOF | LEV | BRE | SAN | TUR | MEP | WOL |
| Bayern Munich                                              |     | 3-0 | 3-0 | 4-0 | 1-0 | 2-3 | 1-0 | 7-0 | 6-0 | 3-0 | 7-1 | 4-1 |
| MSV Duisbourg                                              | 0-6 |     | 1-6 | 0-3 | 1-2 | 1-3 | 0-2 | 1-2 | 0-1 | 2-3 | 0-0 | 0-4 |
| SG Essen-Schönebeck                                        | 0-2 | 2-3 |     | 1-3 | 0-0 | 0-3 | 0-0 | 2-1 | 0-0 | 1-2 | 3-1 | 0-2 |
| Eintracht Francfort                                        | 0-1 | 3-0 | 3-1 |     | 0-1 | 0-0 | 2-2 | 5-1 | 4-0 | 0-1 | 1-1 | 2-3 |
| SC Fribourg                                                | 1-5 | 0-0 | 3-1 | 0-3 |     | 1-5 | 1-2 | 2-1 | 2-1 | 1-0 | 5-0 | 1-1 |
| TSG Hoffenheim                                             | 0-4 | 7-0 | 0-1 | 2-0 | 4-2 |     | 6-0 | 3-1 | 0-0 | 5-0 | 1-0 | 1-4 |
| B.Leverkusen                                               | 0-4 | 2-0 | 2-1 | 3-2 | 2-1 | 2-5 |     | 3-0 | 2-1 | 4-2 | 2-2 | 0-4 |
| Werder Brême                                               | 0-4 | 5-3 | 1-3 | 0-5 | 2-1 | 0-2 | 2-1 |     | 1-0 | 0-2 | 2-1 | 1-5 |
| SC Sand                                                    | 0-8 | 1-1 | 1-3 | 3-2 | 0-3 | 0-3 | 1-0 | 6-1 |     | 0-3 | 1-2 | 1-3 |
| FFC Turbine Potsdam                                        | 2-3 | 1-0 | 2-2 | 2-1 | 3-0 | 3-1 | 2-0 | 0-0 | 5-2 |     | 4-1 | 0-5 |
| SV Meppen                                                  | 0-3 | 0-0 | 1-3 | 0-4 | 0-1 | 1-0 | 0-3 | 3-2 | 0-2 | 2-2 |     | 0-4 |
| VfL Wolfsburg                                              | 1-1 | 5-2 | 3-0 | 3-0 | 3-2 | 1-0 | 2-0 | 8-0 | 4-0 | 3-2 | 2-0 |     |
| - Victoire à domicile - Match nul - Victoire à l'extérieur |     |     |     |     |     |     |     |     |     |     |     |     |

### Évolution du classement
Le tableau suivant récapitule le classement au terme de chacune des journées définies par le calendrier officiel, les matchs joués en retard sont pris en compte la journée suivante.
| Journée             | 1  | 2  | 3  | 4  | 5  | 6  | 7  | 8  | 9  | 10 | 11 | 12 | 13 | 14 | 15 | 16 | 17 | 18 | 19 | 20 | 21 | 22 |
| Équipe              |    |    |    |    |    |    |    |    |    |    |    |    |    |    |    |    |    |    |    |    |    |    |
| ------------------- | -- | -- | -- | -- | -- | -- | -- | -- | -- | -- | -- | -- | -- | -- | -- | -- | -- | -- | -- | -- | -- | -- |
| Bayern Munich       | 1  | 1  | 1  | 1  | 2  | 1  | 1  | 1  | 1  | 1  | 1  | 1  | 1  | 1  | 1  | 1  | 1  | 1  | 1  | 1  | 1  | 1  |
| Werder Brême        | 11 | 11 | 12 | 12 | 9  | 10 | 9  | 9  | 9  | 9  | 9  | 9  | 9  | 9  | 9  | 9  | 9  | 10 | 9  | 9  | 9  | 9  |
| MSV Duisbourg       | 6  | 8  | 10 | 10 | 11 | 11 | 11 | 11 | 11 | 12 | 12 | 12 | 12 | 12 | 12 | 12 | 12 | 12 | 12 | 12 | 12 | 12 |
| SGS Essen           | 10 | 10 | 7  | 8  | 8  | 7  | 8  | 8  | 8  | 6  | 8  | 8  | 8  | 8  | 8  | 7  | 7  | 8  | 7  | 8  | 8  | 8  |
| Eintracht Francfort | 2  | 2  | 3  | 3  | 4  | 4  | 4  | 4  | 5  | 5  | 7  | 6  | 7  | 7  | 7  | 6  | 6  | 6  | 6  | 6  | 6  | 6  |
| SC Fribourg         | 8  | 6  | 6  | 6  | 7  | 9  | 7  | 6  | 7  | 8  | 6  | 7  | 6  | 6  | 6  | 8  | 8  | 7  | 8  | 7  | 7  | 7  |
| TSG Hoffenheim      | 9  | 9  | 11 | 7  | 5  | 6  | 6  | 5  | 4  | 3  | 3  | 3  | 3  | 3  | 3  | 3  | 3  | 3  | 3  | 3  | 3  | 3  |
| Bayer Leverkusen    | 5  | 4  | 5  | 5  | 6  | 5  | 5  | 7  | 6  | 7  | 5  | 5  | 5  | 5  | 4  | 5  | 5  | 4  | 5  | 5  | 5  | 5  |
| SV Meppen           | 6  | 7  | 9  | 11 | 12 | 12 | 11 | 11 | 12 | 11 | 11 | 10 | 10 | 10 | 10 | 10 | 10 | 9  | 10 | 10 | 11 | 11 |
| SC Sand             | 12 | 12 | 8  | 9  | 10 | 8  | 10 | 10 | 10 | 10 | 10 | 11 | 11 | 11 | 11 | 11 | 11 | 11 | 11 | 11 | 10 | 10 |
| Turbine Potsdam     | 4  | 5  | 4  | 4  | 3  | 3  | 3  | 3  | 3  | 4  | 4  | 4  | 4  | 4  | 5  | 4  | 4  | 5  | 4  | 4  | 4  | 4  |
| VfL Wolfsburg       | 3  | 3  | 2  | 2  | 1  | 2  | 2  | 2  | 2  | 2  | 2  | 2  | 2  | 2  | 2  | 2  | 2  | 2  | 2  | 2  | 2  | 2  |

## Statistiques

### Meilleures buteuses
| Rang | Joueuse           | Club                   | Buts |
| ---- | ----------------- | ---------------------- | ---- |
| 1    | Nicole Billa      | TSG Hoffenheim         | 23   |
| 2    | Laura Freigang    | Eintracht Francfort    | 17   |
| 3    | Lea Schüller      | Bayern Munich          | 16   |
| 4    | Milena Nikolic    | Bayer 04 Leverkusen    | 13   |
| 5    | Zsanett Jakabfi   | VfL Wolfsburg          | 11   |
| 6    | Sydney Lohmann    | Bayern Munich          | 10   |
| 7    | Viviane Asseyi    | Bayern Munich          | 8    |
| 7    | Klara Bühl        | Bayern Munich          | 8    |
| 7    | Selina Cerci (de) | 1. FFC Turbine Potsdam | 8    |
| 7    | Ewa Pajor         | VfL Wolfsburg          | 8    |

Source.

### Meilleures passeuses
| Rang | Joueuse                | Club                | P.d. |
| ---- | ---------------------- | ------------------- | ---- |
| 1    | Lina Magull            | Bayern Munich       | 10   |
| 2    | Linda Dallmann         | Bayern Munich       | 8    |
| 2    | Svenja Huth            | VfL Wolfsburg       | 8    |
| 4    | Tabea Waßmuth          | TSG Hoffenheim      | 7    |
| 5    | Nicole Billa           | TSG Hoffenheim      | 6    |
| 5    | Klara Bühl             | Bayer 04 Leverkusen | 6    |
| 5    | Jule Brand             | TSG Hoffenheim      | 6    |
| 5    | Henrietta Csiszár (en) | Bayer 04 Leverkusen | 6    |

Source.

### Clean sheets
| Rang | Joueuse              | Club                | C.s. |
| ---- | -------------------- | ------------------- | ---- |
| 1    | Laura Benkarth       | Bayern Munich       | 15   |
| 2    | Katarzyna Kiedrzynek | VfL Wolfsburg       | 10   |
| 3    | Merle Frohms         | Eintracht Francfort | 7    |
| 4    | Lena Nuding (de)     | SC Fribourg         | 6    |
| 5    | Anna Klink (de)      | TSG Hoffenheim      | 5    |

Mise à jour le 23 mai 2021.

## Bilan de la saison
| Championnat d'Allemagne féminin de football 2020-2021 |                          |
| Champion                                              | Bayern Munich (4e titre) |
| Coupes et trophées                                    |                          |
| Vainqueur de la DFB-Pokal Frauen 2020-2021            | VfL Wolfsburg            |
| Qualifications continentales                          |                          |
| Ligue des champions 2021-2022                         | Bayern Munich            |
| Ligue des champions 2021-2022                         | VfL Wolfsburg            |
| Ligue des champions 2021-2022                         | TSG Hoffenheim           |
| Promotions et relégations                             |                          |
| Promus en Frauen-Bundesliga                           | FC Carl Zeiss Iéna       |
| Promus en Frauen-Bundesliga                           | 1. FC Cologne            |
| Relégués en 2. Frauen-Bundesliga                      | SV Meppen                |
| Relégués en 2. Frauen-Bundesliga                      | MSV Duisbourg            |